# 嘎调 (乐队)
嘎调乐队(The Gar)是一支于2006年底在中国北京成立的摇滚乐队。现成员为主唱兼吉他手詹盼，贝斯手博宣以及鼓手王旭三人。其音乐风格简约，歌词内容深入人心，在北京地下摇滚音乐圈内有着不小的名气。

## 乐队成员
主唱/吉他
詹盼
贝斯/吉他
文杰(2006-2010；2013起不定期参与乐队演出)
贝斯
朱博宣
子健(2010-2011)
鼓手
王旭

## 已发唱片

### 同名专辑《嘎调》
发行时间
2009年
发行公司
兵马司唱片
曲目
01 Sea Birds
02 猫
03 圈
04 王子复仇记
05 两个妈妈
06 白
07 生之爱
08 大
09 告诉蕾
10 新秩序
11 猴子D
12 尾巴

### 单曲EP《灯火》
发行时间
2012年
发行公司
兵马司唱片
曲目
01 	序
02 	爱，终将把青春遗漏
03 	火车
04 	夜尽头
05 	空洞
06 	六月